# Chapar
Chapar (en arménien Չափար, en azéri Çapar) est une communauté rurale de la région de Martakert, au Haut-Karabagh. Elle compte 252 habitants en 2005.